# Zestoa
Zestoa (em basco e oficialmente) ou Cestona (em castelhano) é um município da Espanha na província de Guipúscoa, comunidade autónoma do País Basco. Tem 43,7 km² de área e em 2021 tinha 3 769 habitantes (densidade: 86,3 hab./km²).

## Demografia
| Variação demográfica do município entre 1991 e 2004[carece de fontes?] | Variação demográfica do município entre 1991 e 2004[carece de fontes?] | Variação demográfica do município entre 1991 e 2004[carece de fontes?] | Variação demográfica do município entre 1991 e 2004[carece de fontes?] |
| ---------------------------------------------------------------------- | ---------------------------------------------------------------------- | ---------------------------------------------------------------------- | ---------------------------------------------------------------------- |
| 1991                                                                   | 1996                                                                   | 2001                                                                   | 2004                                                                   |
| 3383                                                                   | 3252                                                                   | 3100                                                                   | 3104                                                                   |